# سیارک ۱۰۹۸
سیارک ۱۰۹۸ (به انگلیسی: 1098 Hakone، نامگذاری:1928RJ) هزار و نود و هشتمین سیارک کشف شده‌است که در ۵ سپتامبر ۱۹۲۸ کشف شد.
قدر مطلق سیارک برابر ۱۰٫۲۰ است.